# Steadycam (Filmzeitschrift)
steadycam – EINE FILMZEITSCHRIFT war eine Filmzeitschrift aus Deutschland, die im Sommer 1982 von dem Filmkritiker und Sportjournalisten Milan Pavlovic mit Philip Siegel gegründet wurde. Sie erschien zuletzt im BBL-Verlag in Köln.
Die ersten Ausgaben waren noch amateurhaft ausgestattet (mit der Schreibmaschine geschrieben und von Hand gestaltet) und hatten weniger als 50 Seiten, Nr. 1 z. B. nur zwölf. Das Heft kostete damals 2 Mark.
Im Laufe der Jahre wurde die Herstellung professioneller und „steadycam“ entwickelte sich zu einer immer umfangreicheren und anerkannten Filmzeitschrift. So hatte die Jubiläumsausgabe Nr. 50 (Juli 2007) einen Gesamtumfang von 380 Seiten und kostete 26 Euro. Geblieben ist die stets unregelmäßige Erscheinungsweise: Manchmal erschienen mehrere Hefte im Jahr, manchmal wartete man ein Jahr auf die nächste Ausgabe.
Vertrieben wurde „steadycam“ über die Webseite, engagierte Kinos und Buchhandlungen, die auch Filmliteratur anbieten. In den letzten Jahren informierte der Verlag auch eingetragene Abonnenten per E-Mail, dass eine neue Ausgabe erscheint.
Im Magazin „steadycam“ schrieben bekannte Autoren, Filmemacher und Filmkritiker aus der deutschen Szene, so u. a. Michael Althen, Norbert Grob, Tom Tykwer, Tobias Kniebe, Hans Schifferle, Brigitte Desalm, Claudius Seidl, Lars-Olav Beier, Dominik Graf, Daniel Kothenschulte, Frank Schnelle und Harald Pauli.
Die Hefte enthielten Filmkritiken, Festivalberichte und -tagebücher, Fotostrecken, längere Interviews mit Filmleuten und Hintergrundberichte. Ein Schwerpunkt der Zeitschrift waren Hommagen an wichtige Filmkritiker, wie z. B. David Thomson, Pauline Kael oder Frieda Grafe. Regelmäßig wurden Umfragen nach Lieblingsfilmen aller Zeiten, der abgelaufenen Dekade oder nur des vergangenen Jahres veranstaltet. Die meisten steadycam-Ausgaben waren schwerpunktmäßig einem Thema gewidmet – Nr. 46 zum Beispiel dem Œuvre von Frank Borzage, Nr. 47 dem Regisseur Claude Sautet, Nr. 48 Quentin Tarantinos „Kill Bill“, Nr. 49 Michael Ciminos berüchtigtem Western „Heaven’s Gate“ und Nr. 50 dem Werk des im November 2006 verstorbenen Regisseurs Robert Altman.
Der thematische Schwerpunkt der steadycam lag ganz eindeutig auf dem Gebiet des amerikanischen Mainstream-Films; gelegentlich wurde auch über den deutschen oder französischen Film geschrieben.
Mit der Ausgabe Nr. 50 zum 25-jährigen Jubiläum erschien im Juli 2007 die letzte Ausgabe der Filmzeitschrift.